# Vigna juncea
Vigna juncea är en ärtväxtart som beskrevs av Milne-redh.. Vigna juncea ingår i släktet vignabönor, och familjen ärtväxter. Inga underarter finns listade i Catalogue of Life.